# Echinaster glomeratus
Echinaster glomeratus is een zeester uit de familie Echinasteridae.
De wetenschappelijke naam van de soort werd in 1916 gepubliceerd door Hubert Lyman Clark.